# Sandviken, Kramfors kommun
Sandviken är en ort i Gudmundrå socken i Kramfors kommun. I Sandviken fanns mellan 1928 och 1979 Sandvikens sulfatfabrik, vilken ägdes av NCB. Från 2015 räknar SCB området som en del av tätorten Bollstabruk.

## Befolkningsutveckling
| Befolkningsutvecklingen i Sandviken 1950–2010                                   | Befolkningsutvecklingen i Sandviken 1950–2010 | Befolkningsutvecklingen i Sandviken 1950–2010 | Befolkningsutvecklingen i Sandviken 1950–2010 | Befolkningsutvecklingen i Sandviken 1950–2010 |
| ------------------------------------------------------------------------------- | --------------------------------------------- | --------------------------------------------- | --------------------------------------------- | --------------------------------------------- |
|                                                                                 |                                               |                                               |                                               |                                               |
| År                                                                              |                                               |                                               | Folkmängd                                     | Areal (ha)                                    |
| 1950                                                                            | 1950                                          |                                               | 437                                           |                                               |
| 1960                                                                            | 1960                                          |                                               | 629                                           |                                               |
| 1965                                                                            | 1965                                          |                                               | 689                                           |                                               |
| 1970                                                                            | 1970                                          |                                               | 462                                           |                                               |
| 1975                                                                            | 1975                                          |                                               | 365                                           |                                               |
| 1980                                                                            | 1980                                          |                                               | 338                                           | 107                                           |
| 1990                                                                            | 1990                                          |                                               | 216                                           | 107                                           |
| 1995                                                                            | 1995                                          |                                               | 176                                           | 107#                                          |
| 2000                                                                            | 2000                                          |                                               | 193                                           | 106#                                          |
| 2005                                                                            | 2005                                          |                                               | 160                                           | 106#                                          |
| 2010                                                                            | 2010                                          |                                               | 138                                           | 105#                                          |
| Anm.: Upphörde som tätort 1995. Sammanvuxen med Bollstabruk 2015. # Som småort. |                                               |                                               |                                               |                                               |